# ナグラチューン・マーサM16
ナグランチューン・マーサM16（1979年1月17日 - ）は、日本の男性シュートボクサー、キックボクサー。本名は及川政浩（おいかわ まさひろ）。大阪府大阪市出身。龍栄武舘及川道場所属。同じくシュートボクサーの及川知浩は実兄。SB日本フェザー級チャンピオン。2015年10月3日、大阪府立体育会館・第2競技場で行われた『THE LAST BOMB ナグランチューン・マーサM16引退記念試合』にてマキ・ピンサヤームと戦い引退。

## 戦績
| キックボクシング 戦績 | キックボクシング 戦績 | キックボクシング 戦績 | キックボクシング 戦績 | キックボクシング 戦績 | キックボクシング 戦績 | キックボクシング 戦績 |
| --------------------- | --------------------- | --------------------- | --------------------- | --------------------- | --------------------- | --------------------- |
| 29 試合               | (T)KO                 | 判定                  | その他                | 引き分け              | 無効試合              |                       |
| 21 勝                 | 8                     | 14                    | 0                     | 0                     | 0                     |                       |
| 8 敗                  | 2                     | 6                     | 0                     | 0                     | 0                     |                       |

| 勝敗 | 対戦相手                         | 試合結果             | 大会名                                                                                         | 開催年月日     |
| ○    | マキ・ピンサヤーム               | 3R 1分52秒 TKO       | SHOOT BOXING THE LAST BOMB ナグランチューン・マーサM16引退記念試合                             | 2015年10月3日  |
| ×    | 歌川暁文                         | 5R 判定0-2           | SHOOT BOXING 2014 act.3 （SB日本スーパーフェザー級タイトルマッチ）                             | 2014年6月21日  |
| ○    | 石塚勇史                         | 3R 判定3-0           | SHOOT BOXING2014 act.2～BONDS 絆～ （SB日本スーパーフェザー級王座次期挑戦者決定戦）            | 2014年4月18日  |
| ○    | チェ・サンギョン                 | 3R 判定3-0           | SHOOT BOXING2013 及川知浩引退イベント～完全相伝～                                              | 2013年12月23日 |
| ×    | 才賀紀左衛門                     | 3R終了後 延長１R判定 | SHOOT BOXING 2013 act.2 （SB日本スーパーフェザー級王座挑戦者決定戦）                           | 2013年4月20日  |
| ×    | 小宮山工介                       | 3R終了 判定2-0       | SHOOT BOXING WORLD TOURNAMENT S-cup2012                                                        | 2012年11月17日 |
| ○    | 元貴                             | 3R終了 判定          | GENOME 21                                                                                      | 2012年7月14日  |
| ○    | 小島 荘太                        | 3R終了 判定          | シュートボクシング 2012～Road to S-cup～ act.3                                                 | 2012年6月3日   |
| ○    | マモル                           | 3R終了 判定3-0       | シュートボクシング 2012～Road to S-cup～act.2                                                  | 2012年4月13日  |
| ○    | ジョシュ・トーナー               | 5R終了 判定3-0       | シュートボクシング ヤングシーザー杯OSAKA2012“ALPINISME” vol.1                                  | 2012年1月29日  |
| ○    | 北原史寛                         | 1R TKO               | 修斗 SHOOTO the SHOOT 2011                                                                     | 2011年11月5日  |
| ○    | キ・ヒョクチョイ                 | 5R KO                | シュートボクシング ヤングシーザー杯OSAKA2011 -SB174- Young Caesar Cup 2011 －ALPINISME－ vol.2 | 2011年10月9日  |
| ○    | 崎村暁東                         | 5R TKO               | シュートボクシング 2011 act.4－SB172－                                                         | 2011年9月10日  |
| ○    | 崎村暁東                         | 5R TKO               | シュートボクシング 2011 ヤングシーザー杯OSAKA -SB165-“ALPINISME vol.1”                         | 2011年1月30日  |
| ○    | 川上大樹                         | 2R KO                | シュートボクシング ヤングシーザー杯 OSAKA ALPINISME～vol.3～                                   | 2010年10月18日 |
| ○    | テープジューン・サイチャーン     | 5R終了 判定3-0       | シュートボクシング ヤングシーザー杯 OSAKA 2009 Vol.2                                           | 2009年9月23日  |
| ×    | マモル                           | 延長1R終了 判定0-3   | シュートボクシング 2009シリーズ第3戦 武志道-bushido-其の参                                     | 2009年6月3日   |
| ○    | 楠本紘平                         | 5R終了 判定3-0       | シュートボクシング ヤングシーザー杯OSAKA2009                                                   | 2009年5月10日  |
| ×    | パジョンスック・ポー. プラムック | 1R TKO               | シュートボクシング 火魂～Road to S－cup～其の伍                                                | 2008年9月12日  |
| ○    | 崎村暁東                         | 3R終了 判定3-0       | シュートボクシング 2007 無双～MU-SO～其の伍                                                    | 2007年12月23日 |
| ○    | 山本ノボル                       | 3R終了 判定2-0       | MA日本キック 『CAP THE CLIMAX』 KAKUMEI KICKBOXING                                             | 2007年8月19日  |
| ○    | 三原日出男                       | 3R終了 判定2-0       | シュートボクシング 2007 無双～MU-SO～其の二                                                    | 2007年5月25日  |
| ×    | 三原日出男                       | 1R TKO（負傷の為）   | シュートボクシング NEO OPΘPOZ Series.3rd                                                       | 2006年5月26日  |
| ○    | 歌川暁文                         | 終了 判定            | シュートボクシング NEO ΟΡΘΡΟΖ Series1st                                                        | 2006年2月9日   |
| ×    | 石川剛司                         | 3R終了 判定0-2       | シュートボクシング 20th ANNIVERSARY SERIES 5th                                                 | 2005年11月25日 |
| ○    | ATSUSHI                          |                      | シュートボクシング                                                                             | 2005年10月16日 |
| ○    | 今井教行                         | 3R終了 判定3-0       | シュートボクシング 20th ANNIVERSARY SERIES 3rd                                                 | 2005年6月26日  |
| ○    | 脇田誠                           | 2R KO                | シュートボクシング 20th Anniversary Series “STAND UP!”                                         | 2005年4月29日  |
| ×    | 伊豆丸正人                       | 4R終了 判定0-3       | シュートボクシング ∞ーS～infinity-s～Vol.6                                                     | 2004年12月3日  |
| ○    | 大藪大志                         | 2R TKO               | シュートボクシング INFINITY-S vol.V                                                            | 2004年11月5日  |
| ○    | 中西卓也                         | 4R 判定3-0           | シュートボクシング THE FORCE2                                                                  | 2004年9月26日  |

## 獲得タイトル
- プロ
  - シュートボクシング日本フェザー級王座